# Öffentlich-rechtlicher Rundfunk
Der Begriff öffentlich-rechtlicher Rundfunk (kurz ÖRR) bezeichnet Rundfunkanstalten, die nach dem öffentlichen Recht organisiert sind. Sein Gegenstück ist der privatrechtliche Rundfunk. Zusammen bilden sie das Duale Rundfunksystem. Im weiteren Sinn bezeichnet er die öffentlich-rechtlichen Hörfunk-, Fernseh- und Internetprogramme.
Der ÖRR wird hauptsächlich durch Rundfunkabgaben und Werbeeinnahmen finanziert („duale Finanzierung“). Der privatrechtliche Rundfunk finanziert sich hauptsächlich über Werbeeinnahmen.

## Grundlagen

### Entwicklung, Organisation, Aufgaben
Die meisten Länder Europas haben einen öffentlich-rechtlichen oder ähnlich gestellten Rundfunk.
Die BBC wurde am 18. Oktober 1922 als British Broadcasting Company gegründet. Zum 1. Januar 1927 wurde die British Broadcasting Corporation gegründet; sie gilt als erste öffentlich-rechtlich organisierte Rundfunkanstalt.
Das erste „Public-Service“-Modell, das sich ausschließlich durch Rundfunkgebühren finanziert, wurde geschaffen.
In der deutschsprachigen juristischen Fachliteratur trat der Begriff öffentlich-rechtlich in Bezug auf den Rundfunk bereits in den späten 1920er Jahren auf, jedoch noch nicht im Sinne einer harten Definition.
Neben einem Grundversorgungsauftrag und einem gesetzlich definierten Programmauftrag ist eine der weiteren wesentlichen Aufgaben des öffentlich-rechtlichen Rundfunks daher die Wahrung der politischen und wirtschaftlichen Unabhängigkeit.
Nachdem der öffentlich-rechtliche Rundfunk über Jahrzehnte eine Monopolstellung gehabt hatte, ergab sich Anfang der 1980er Jahre mit der Einführung des privaten Fernsehens und der Entstehung des dualen Rundfunksystems eine völlig veränderte Situation in der europäischen Rundfunklandschaft.
Neben privatrechtlichen und staatlichen Sendern und Programmen ist die öffentlich-rechtliche die dritte international verbreitete Organisationsform für Rundfunkanstalten.
Es gibt auch Mischformen, so in Norwegen, in Schweden und in der Schweiz:
- Die norwegische Rundfunkgesellschaft NRK wird seit 1996 in der Rechtsform einer AG betrieben, welche sich im Staatsbesitz befindet und einen gesetzlichen Versorgungsauftrag wahrnimmt. Die Finanzierung erfolgt über Gebühren und Steuergelder.
- In Schweden wird die SVT in Form einer Aktiengesellschaft betrieben, deren Aktien sich mehrheitlich im Besitz einer Stiftung befinden. Die Finanzierung erfolgt über Gebühren.

In Europa gibt es öffentlich-rechtliche Sender – neben den Ländern, denen hier eigene Kapitel gewidmet sind – in Italien (Radiotelevisione Italiana, RAI) und in den Niederlanden (Nederlandse Publieke Omroep).
Der Fernsehveranstalter Arte ist ein öffentlich-rechtlicher Rundfunkveranstalter, der in deutsch-französischer Kooperation von Arte Deutschland und Arte France betrieben wird.

### Finanzierung
Die Finanzierung der öffentlich-rechtlichen Sendeanstalten gestaltet sich in Europa unterschiedlich. Im Wesentlichen greifen sie auf folgende Einnahmequellen zurück:
- Rundfunkgebühren bzw. Rundfunkbeiträge (z. B. in Deutschland oder Österreich)
- direkte Finanzierung aus dem öffentlichen Staatshaushalt (z. B. Niederlande)
- kommerzielle Einnahmen (z. B. Werbung, Produktplatzierung)

Gebühren sind in Europa die vorrangige Finanzierungsquelle. Begründet wird dies mit dem gesetzlich definierten Auftrag zur Grundversorgung sowie wirtschaftlicher und politischer Unabhängigkeit.
Der Wettbewerb am Rundfunkmarkt und damit der Druck auf öffentlich-rechtliche Sendeanstalten hat sich in den letzten Jahren – insbesondere im deutschsprachigen Raum – deutlich verschärft. Für diese Entwicklung ist vor allem das stark steigende Programmangebot in Satelliten- und Kabelhaushalten verantwortlich.
Im internationalen Vergleich ist die ARD mit eine Jahresumsatz von 7,7 Mrd. Euro in 2023 die größte öffentlich-rechtliche Medienanstalt weltweit, gefolgt von BBC aus England, der NHK aus Japan und France Télévisions aus Frankreich. Auf Platz fünf ist das deutsche ZDF.

#### Duale Finanzierung
Im Januar 2008 sorgte eine Ankündigung von Frankreichs Regierungschef Nicolas Sarkozy hinsichtlich der dualen Finanzierung öffentlich-rechtlicher Rundfunkanstalten nicht nur in Frankreich für Aufregung, sondern unter anderem auch in Deutschland und Österreich. Frankreichs Regierung hatte überlegt, dem öffentlich-rechtlichen Rundfunk im Rahmen einer „Kulturrevolution“ zu verbieten, sich weiterhin aus Werbemitteln zu finanzieren. DasBern sowie eine neue Steuer für elektronische Empfangsgeräte wurden diskutiert. Letztendlich wurden Sarkozys Pläne nicht in die Tat umgesetzt.

#### Prüfung der Finanzierungssysteme durch die EU-Kommission
Unter dem Stichwort der „unerlaubten Beihilfen“ steht die Finanzierung der öffentlich-rechtlichen Rundfunkanstalten seit mehreren Jahren auf dem Prüfstand der Europäischen Kommission. Grund dafür sind unter anderem Beschwerden privater Rundfunkbetreiber, die sich durch die Gebührenfinanzierung und die Zunahme des Angebots kommerzieller Dienste öffentlich-rechtlicher Betreiber benachteiligt sehen.
Nach einem Beschluss des EU-Rates aus dem Jahr 1999 bleibt die Wahl der Finanzierung des öffentlichen Auftrags öffentlich-rechtlichen Anstalten den EU-Mitgliedstaaten überlassen. Es bedarf jedoch einer Definition des öffentlich-rechtlichen Auftrags durch die Länder. Des Weiteren wird den öffentlich-rechtlichen Anstalten der Länder eingeräumt, wie privatwirtschaftliche Rundfunkanstalten nach hohen Einschaltquoten zu streben. Eine Mitteilung der Europäischen Kommission aus dem Jahre 2001 ruft die Notwendigkeit einer getrennten Buchführung in Erinnerung, die öffentlich-rechtliche von den kommerziellen Aktivitäten trennt.

### Finanzierungsmodell, Finanzerhebung
Neben den allgemeinen Diskussionen zur Finanzierung öffentlich-rechtlicher Rundfunkanstalten wird auch das Modell der Finanzierung an sich immer wieder kritisch hinterfragt. Ob Rundfunkbeitrag, Rundfunkgebühr, Mediengebühr, Kopfpauschale oder ein Steuermodell, das Thema der Finanzierungsmodelle und Alternativen zur Rundfunkgebühr stellt sich komplex dar. Die Niederlande und Portugal haben die Rundfunkgebühr beispielsweise inzwischen durch eine öffentliche Finanzierung ersetzt, womit die Kosten für den Gebühreneinzug selbst wegfielen. Jedoch sind die öffentlich-rechtlichen Rundfunkanstalten der Meinung, dass die Unabhängigkeit vom Staat auf diese Weise geschmälert werde. Zudem sänken die Einnahmen, wie auch in Holland und Portugal geschehen.

### Kritik am öffentlich-rechtlichen Rundfunk

Sonntagsfrage unter ARD-Volontären im Vergleich zu den Ergebnissen der Bundestagswahl 2021

Sowohl der öffentlich-rechtliche Rundfunk an sich als auch dessen Finanzierung über den Rundfunkbeitrag, sowie Werbeeinnahmen und das Modell der Beitragserhebung, sind regelmäßig Gegenstand kritischer Berichterstattung. Durch neue Übertragungswege und die Liberalisierung des Rundfunkmarktes ist der öffentlich-rechtliche Rundfunk einem stärker gewordenen Wettbewerb mit privaten Rundfunkanbietern ausgesetzt (duales Rundfunksystem).
Das „Datenprojekt“ „Volo-Frage“ unter Volontären der ARD und des Deutschlandradios löste 2020 eine Debatte um die Linkslastigkeit des Nachwuchses aus: In der internen Sonntagsfrage, bei der sich 77 von 150 Volontären bzw. 86 Umfrage-Teilnehmern beteiligten, gaben 92 Prozent an, Grüne, SPD oder Linkspartei wählen zu wollen und nur vier Prozent CDU/CSU oder FDP. Diese Ergebnisse stehen im starken Kontrast zum Wahlverhalten der allgemeinen Bevölkerung (siehe Bild).

## Deutschland

Die neun Landesrundfunkanstalten der ARD

In Deutschland wurde nach dem Zweiten Weltkrieg und im Zuge der Demokratisierung von den West-Alliierten der öffentlich-rechtliche Rundfunk nach britischem Vorbild (BBC) unter der Leitung von Hugh Greene eingeführt. Die Sender sind als beitragsfinanzierte Körperschaften (bzw. Anstalten des öffentlichen Rechts) gegründet.
Bereits am 22. September 1945 ging Radio Hamburg auf Sendung, das als Nordwestdeutscher Rundfunk (NWDR) gemeinsame Rundfunkanstalt unter der Organisation von Hugh Greene für die gesamte Britische Besatzungszone wurde. Die ARD wurde am 9. Juni 1950 aus den sechs Landesrundfunkanstalten BR, HR, Radio Bremen, SDR, SWF, NWDR sowie mit beratender Stimme RIAS Berlin gegründet, das ZDF sendete erstmals am 2. April 1963.
Mehrere Entscheidungen des Bundesverfassungsgerichts, die sogenannten Rundfunk-Urteile, prägen den öffentlich-rechtlichen Rundfunk. Dazu gehören dessen Notwendigkeit und gesicherte Existenz, der Umfang des von ihm zu leistenden Grundversorgungsauftrags und seine zur Erfüllung dieser Aufgaben notwendige staatsfern zu erfolgende Finanzierung. Das Bundesverfassungsgericht stellte danach im Jahre 1987 in einem Urteil fest, dass die öffentlich-rechtliche Rechtsform nicht zwingend vorgeschrieben ist. Demnach wäre auch eine andere Rechtsform, wie z. B. in der Schweiz, möglich (Die Schweizerische Rundfunkgesellschaft SRG ist ein privatrechtlicher, nicht-kommerzieller Verein im Sinne des Schweizer Zivilgesetzbuchs mit öffentlichem Auftrag).
Zu Zeiten der Weimarer Republik handelte es sich bei den Rundfunksendern um privatrechtlich geführte Gesellschaften (AGs/GmbH), bei denen die einzelnen Länder sowie das Reich Teilhaber waren.
Mitte der 1980er Jahre wurde in Deutschland neben dem öffentlich-rechtlichen der private Rundfunk eingeführt. Im Rahmen der als „duales System“ bekannt gewordenen Neuordnung des Rundfunks in Deutschland wurde dabei die Einführung des privaten Rundfunks untrennbar an die gesicherte Existenz eines starken öffentlich-rechtlichen Rundfunks gekoppelt.
Der öffentlich-rechtliche Rundfunk hat das Gebot der Staatsferne und der Unabhängigkeit zu berücksichtigen. Deshalb werden – bis auf die als Staatssender ebenfalls öffentlich-rechtlich organisierte Deutsche Welle – die Sender nicht durch Steuern finanziert. Öffentlich-rechtliche Sender und die Landesmedienanstalten, die den privaten Rundfunk kontrollieren, finanzieren sich durch Rundfunkgebühren, die jeder Privathaushalt monatlich über den Rundfunkbeitrag entrichten muss. Bei den öffentlich-rechtlichen Sendern hat Deutschland die siebthöchsten Fernsehgebühren in Europa.
Darüber hinaus dürfen die öffentlich-rechtlichen Rundfunkanstalten in ihren Hauptsendern ARD und ZDF an Werktagen bis 20.00 Uhr im Schnitt maximal 20 Minuten Werbung ausstrahlen. Außerhalb dieser Zeit ist mit Ausnahme der Übertragung von Großereignissen kein Sponsoring zulässig.
Gewinn im privatwirtschaftlichen Sinn darf eine öffentlich-rechtliche Rundfunkanstalt in Deutschland im Gegensatz zu anderen ÖRR-Angeboten in Europa nicht direkt erwirtschaften. Es ist den Rundfunkanstalten jedoch erlaubt, privatwirtschaftliche Unternehmen zu gründen oder sich an solchen zu beteiligen.
Im Mai 2010 erstellte Paul Kirchhof ein Gutachten im Auftrag der öffentlich-rechtlichen Rundfunkanstalten über eine neu gestaltete Finanzierung des öffentlich-rechtlichen Rundfunks. Er empfahl darin eine Umstellung der Finanzierung von einer Geräteabgabe zu einem Haushaltsbeitrag.
Am 9. Juni 2010 beschloss die Rundfunkkommission der Länder unter dem Vorsitz des rheinland-pfälzischen Ministerpräsidenten Kurt Beck (SPD) den von Paul Kirchhof vorgeschlagenen, geräteunabhängig für Wohnungen und Betriebsstätten anfallenden Rundfunkbeitrag. Die von Kirchhof und den gesetzgebenden Ländern behauptete Vereinbarkeit mit dem Grundgesetz wird von verschiedenen Kritikern in Frage gestellt. Der Bayerische sowie der Rheinland-Pfälzische Verfassungsgerichtshof bestätigten nach Klagen gegen den der Neuordnung der Rundfunkfinanzierung zugrunde liegenden Staatsvertrag die Verfassungsmäßigkeit des Rundfunkbeitrags.
Im Oktober 2014 empfahl das für das deutsche Bundesministerium der Finanzen erstellte Gutachten Öffentlich-rechtliche Medien – Aufgabe und Finanzierung für den deutschen öffentlich-rechtlichen Rundfunk, dem Subsidiaritätsprinzip mehr Gewicht zu geben (den Privatsendern dasjenige ganz zu überlassen, was sie allein können, darunter Sport und Unterhaltung), auf die Werbefinanzierung zu verzichten, diesen Rundfunk aus dem allgemeinen Haushalt oder durch eine moderne Nutzungsgebühr zu finanzieren und durch die Publikation von Kenngrößen mehr Transparenz zu schaffen. Der öffentlich-rechtliche Rundfunk brauche Reformen für eine bessere Demokratie.
Die ARD ist nach Umsatz der größte öffentlich-rechtliche Medienanstalt weltweit (Stand: 2025).

### Organisationsstruktur
Die Steuerungsorgane des öffentlich-rechtlichen Rundfunks bestehen aus dem Rundfunkrat und dem von ihm gewählten Intendanten und Verwaltungsrat. Die Aufgabe des Rundfunkrates besteht in der Überwachung der pluralen Programmgestaltung. Der Verwaltungsrat kontrolliert die wirtschaftliche Tätigkeit der Rundfunkanstalt und die Geschäftsführung des Intendanten. Dieser ist wiederum für die Programmgestaltung und die generelle Geschäftsführung verantwortlich. Er repräsentiert den Sender nach außen hin. Als Intendant einer Rundfunkanstalt bezog man 2022 eine Grundvergütung (ohne Bonuszahlungen etc.) zwischen 245.000 Euro (Saarländischer Rundfunk) und 413.000 EUR (Westdeutscher Rundfunk) im Jahr.
In den Aufsichtsgremien sitzen Vertreter der in den Landesrundfunkgesetzen der Länder festgelegten gesellschaftlich relevanten Gruppen wie politische Parteien, Gewerkschaften, Sozialverbände, Kirchen usw., wobei die politischen Parteien – gerichtlich so begrenzt – nicht mehr als ein Drittel der Sitze stellen. Der öffentlich-rechtliche Rundfunk hat den sogenannten öffentlich-rechtlichen Programmauftrag zu erfüllen, der in den entsprechenden gesetzlichen Grundlagen verankert ist. Danach müssen die Programme den Zuschauern und Zuhörern umfassend und ausgewogen Information, Bildung, Kultur und Unterhaltung anbieten. Dabei sind auch bestimmte journalistische und ethische Prinzipien einzuhalten.
Die hoheitliche Datenschutzkontrolle geschieht aufgrund der Staatsferne der Anstalten über Rundfunkdatenschutzbeauftragte als unabhängige und weisungsfreie Aufsichtsorgane nach Art. 51 EU-Datenschutz-Grundverordnung (DSGVO).

### Landesrundfunkanstalten
Zu den Landesrundfunkanstalten gehören in der Bundesrepublik Deutschland alle Sendeanstalten des öffentlichen Rechts, die für ein oder für mehrere deutsche Länder Rundfunk- und Fernsehprogramme veranstalten.
Derzeit sind es neun Landesrundfunkanstalten, die sich in der Arbeitsgemeinschaft der öffentlich-rechtlichen Rundfunkanstalten der Bundesrepublik Deutschland (ARD) zusammengeschlossen haben:
- Bayerischer Rundfunk (BR), München
- Hessischer Rundfunk (hr), Frankfurt
- Mitteldeutscher Rundfunk (MDR), Leipzig
- Norddeutscher Rundfunk (NDR), Hamburg
- Radio Bremen, Bremen
- Rundfunk Berlin-Brandenburg (rbb), Berlin und Potsdam
- Saarländischer Rundfunk (SR), Saarbrücken
- Südwestrundfunk (SWR), Stuttgart
- Westdeutscher Rundfunk Köln (WDR), Köln

### Bundesweite und Auslandsprogramme
- Zweites Deutsches Fernsehen (ZDF), Mainz
- Deutschlandradio, Köln

Zu den bundesweiten öffentlich-rechtlichen Programmen gehören Das Erste (Gemeinschaftsprogramm der ARD), das Programm des ZDF sowie das Deutschlandradio mit seinen drei Hörfunkprogrammen Deutschlandfunk, Deutschlandfunk Kultur und Deutschlandfunk Nova.
Des Weiteren bieten die öffentlich-rechtlichen Sendeanstalten Gemeinschaftsprogramme und Spartenkanäle an. Dazu gehören unter anderem Phoenix, 3sat, KiKA (Der Kinderkanal) und ein digitales Programmangebot (ARD digital, ZDFvision) mit jeweils drei Spartenkanälen, da laut Rundfunkstaatsvertrag nicht mehr als drei digitale Spartenkanäle pro öffentlich-rechtlicher Rundfunkanstalt erlaubt sind. Bis zum 31. Dezember 2005 durften die öffentlich-rechtlichen Anbieter noch Drittanbieter in ihre Bouquets aufnehmen.
Der Auslandsrundfunk Deutsche Welle ist ebenfalls öffentlich-rechtlich organisiert und Mitglied der ARD. Im Unterschied zu den übrigen öffentlich-rechtlichen Sendern wird sie jedoch nicht aus Rundfunkbeiträgen, sondern ausschließlich aus dem Bundeshaushalt finanziert.

### Kommissionen und Zusammenarbeit
Eine Zusammenarbeit der ARD-Anstalten findet hauptsächlich in Kommissionen statt, in denen zum Teil das ZDF vertreten ist. Die Kommissionen ermöglichen die Abstimmungen interner Angelegenheiten und die gemeinsame Vertretung nach außen. Die Federführung obliegt für längerfristige Aufgaben einzelnen Intendanten bzw. Anstalten.
Darüber hinaus existieren Ständige Fachkommissionen für die Direktionsbereiche der einzelnen Rundfunkanstalten, die ihrerseits in Unterkommissionen bzw. Arbeitsgruppen untergliedert sind. Den Vorsitz einer Fachkommission haben grundsätzlich die jeweiligen zuständigen Direktoren der geschäftsführenden Anstalt inne, demnach im Jahr 2004/2005 die Direktoren des Bayerischen Rundfunks.
- Fachkommission Recht – Vorsitzender Albrecht Hesse (Justiziar und Direktor BR)
- Fachkommission Finanzen – Vorsitzender Lorenz Zehetbauer (Verwaltungsdirektor BR)
  - Arbeitsgruppe Kosten
  - Arbeitsgruppe Gebührenplanung – Vorsitzender Hans Buchholz (Geschäftsführer der GEZ)
- Fachkommission Produktion und Technik
- Fachkommission Hörfunk
- Fachkommission Dritte Fernsehprogramme

### Engagement im Internet
Die öffentlich-rechtlichen Rundfunkanstalten betreiben eine Reihe von Internetangeboten. Rechtliche Grundlage hierfür ist der 12. Rundfunkänderungsstaatsvertrag (RÄStV) von 2009. Dementsprechend sind Telemedienangebote der öffentlich-rechtlichen Sender nur zulässig, wenn sie a.) eng programmbegleitend sind und nur sieben Tage im Netz eingestellt bleiben, oder b.) durch ein Telemedienkonzept (TMK) begründet sind, das in einem Drei-Stufen-Test verabschiedet wurde. In der Folge haben alle öffentlich-rechtlichen Sender ein TMK zur Wahrung ihres Bestandes vorgelegt. Diese müssen als Kernstück auch ein Verweildauerkonzept für AV-Inhalte (sprich Audios und Videos) und Internetseiten beinhalten. Die jetzigen Verweildauerkonzepte von ARD und ZDF sehen folgende (vereinfachte) Fristen vor: Themen und Dokumente von zeitgeschichtlicher Bedeutung oder Bezug können unbegrenzt vorgehalten werden. Bildungsbezogene Sendungen oder Angebote können maximal fünf Jahre eingestellt werden. Reportagen, Verbraucherinformationen usw. können bis zu einem Jahr im Internet abrufbar sein; unterhaltende Programme ein halbes Jahr und Sport nur 24 Stunden. Nach diesen Fristen muss der öffentlich-rechtliche Rundfunk die jeweiligen Online-Inhalte „depublizieren“. Des Weiteren enthält der 12. RÄStV eine Reihe von weiteren Verboten und Geboten, die berücksichtigt werden müssen (Verbot der Presseähnlichkeit). Schon früher galt: Öffentlich-rechtliche Rundfunkanstalten dürfen in ihren Angeboten weder Sponsoring noch Werbung verbreiten. Von einigen Seiten wird problematisiert, ob die Sender Onlineshops unterhalten dürfen, in denen sie ihr Programm auf Datenträgern sowie Merchandisingartikel vertreiben.
Die Abrufzahlen der öffentlich-rechtlichen Internetseiten werden von der IVW erhoben und im Internet publiziert.
Die Beschränkungen des 12. RÄStV gehen auf einen Prozess zurück, bei dem der VPRT und der Verband Deutscher Zeitschriftenverleger Einfluss genommen haben: Die EU-Wettbewerbskommissarin Neelie Kroes hat auf Antrag des VPRT von 2003 bis April 2007 geprüft, ob ein Verfahren wegen unerlaubter staatlicher Finanzierung (Beihilfe) eingeleitet werden soll. Der zu Grunde liegende Vorwurf war, der öffentlich-rechtliche Rundfunk erfülle im Internet mit Gebührengeldern teilweise Aufgaben, die auch die Privatwirtschaft übernehmen könne. Die öffentlich-rechtlichen Sender argumentierten dagegen, dass sie für eine demokratische Öffentlichkeit sinnvolle Aufgaben erfüllten, diese immer kostenfrei erfolgten und sie in ihrer Entwicklung nachhaltig beeinträchtigt wären, dürften sie das nicht (Medienkonvergenz).
Im Ergebnis wurden die Vorwürfe nicht bestätigt und kein Verfahren eingeleitet. Vertreter des öffentlich-rechtlichen Rundfunks haben auf konkrete Bedenken hinsichtlich der Finanzierung und des Umfangs von programmbegleitenden Angeboten entsprechende Änderungen zugesagt. Dazu gehören beispielsweise eine Konkretisierung des Programmauftrags durch die Länderparlamente und eine transparente Trennung zwischen öffentlich-rechtlichen und kommerziellen Unternehmensteilen. „Die Sender müssen seitdem unter anderem darlegen, dass ein digitales Angebot den gesellschaftlichen Bedürfnissen entspricht, den publizistischen Wettbewerb stärkt und finanziell in einem angemessenen Rahmen bleibt“.
Ende Juli 2008 forderten Verleger in einer so genannten Münchner Erklärung, die Medienpolitik solle im 12. Rundfunkänderungsstaatsvertrag öffentlich-rechtliche Angebote im Internet auf Bewegtbilder und Audio begrenzen.

### Finanzierung
Die Finanzierung des öffentlich-rechtlichen Rundfunks in der Bundesrepublik Deutschland stützt sich auf zwei Pfeiler: die Rundfunkabgaben und Werbeeinnahmen („duale Finanzierung“). Die Grundsätze der staatlichen Finanzierung des öffentlich-rechtlichen Rundfunks hat das Bundesverfassungsgericht in seiner Rundfunkrechtsprechung entwickelt, insbesondere in seinem Urteil vom 22. Februar 1994: Aus Art. 5 Abs. 1 Satz 2 GG hat das BVerfG den Auftrag des Staates abgeleitet, seinen Bürgern eine mediale „Grundversorgung“ zu gewährleisten. Aus dem Auftrag des öffentlich-rechtlichen Rundfunks hat das BVerfG eine Bestands-, Entwicklungs- und Finanzierungsgarantie entwickelt. Es besteht die Pflicht des Staates zur funktionsgerechten Finanzierung der öffentlich-rechtlichen Rundfunkanstalten. Andererseits ist der öffentlich-rechtliche Rundfunk durch das Zensurverbot (Art. 5 Abs. 1 Satz 3 GG) und das verfassungsrechtliche Gebot der Staatsfreiheit geprägt, d. h. die Rundfunkfinanzierung muss in einer Form erfolgen, die Einflussmöglichkeiten des Staates, vor allem auf die Programmgestaltung, ausschließt.
Über die Rundfunkabgaben, welche der ARD-ZDF-Deutschlandradio-Beitragsservice im Auftrage der Landesrundfunkanstalten einzieht, werden nicht nur die Sendeanstalten, sondern auch die Verwaltungsorgane und Immobilien des ÖRR finanziert. Hierzu gehören die Landesmedienanstalten sowie die Verwaltungen der einzelnen Sender.
Das Gesamtbudget der öffentlich-rechtlichen Anstalten beträgt etwa 9,1 Milliarden Euro jährlich, davon 6,3 Milliarden Euro für die ARD-Anstalten. Gemessen am Budget ist die ARD damit der größte nicht-kommerzielle Programmanbieter weltweit.

#### Beitragsfestsetzung
Die Umsetzung der vom Bundesverfassungsgericht in seinem „Gebührenurteil“ aufgestellten Grundsätze erfolgte durch den Rundfunkfinanzierungsstaatsvertrag (RFinStV). Im Zentrum dieser Regelung steht die Kommission zur Überprüfung und Ermittlung des Finanzbedarfs der Rundfunkanstalten (KEF). Die KEF ist ein unabhängiges, pluralistisch besetztes Sachverständigengremium. Die Festsetzung des Rundfunkbeitrags erfolgt in einem dreistufigen Verfahren:
- Die Rundfunkanstalten melden ihren Finanzbedarf an die KEF.
- Die KEF nimmt eine ausschließlich fachliche Prüfung unter Wahrung der Programmautonomie der Rundfunkanstalten vor und gibt eine Empfehlung zur Höhe der Rundfunkgebühr ab.
- Die Festlegung des Rundfunkbeitrags selbst erfolgt durch Staatsvertrag der Länder unter Berücksichtigung der Bedarfsfeststellung der KEF. Zur Änderung des Rundfunkbeitrags ist die Zustimmung der Länderparlamente erforderlich.

#### Werbegesellschaften
Die Werbegesellschaften („Werbetöchter“) der öffentlich-rechtlichen Rundfunkanbieter Deutschlands vermarkten Werbezeit und sind privatrechtlich als Gesellschaften mit beschränkter Haftung organisiert.
- ARD MEDIA GmbH, Frankfurt am Main HRB 46455; gegründet 1999 von den Werbegesellschaften der Landesrundfunkanstalten als ARD-Werbung SALES & SERVICES GmbH[36]
- BRmedia GmbH, München HRB 4060; 1972 Bayerische Rundfunkwerbung GmbH (BRW), gegründet 1949 als Bayerische Werbefunk GmbH[37]
- hr werbung gmbh (HRW), Frankfurt am Main HRB 8764; gegründet 1954 als Werbung im Rundfunk GmbH (WIR)[38]
- MDR Media GmbH, Erfurt, Jena HRB 517346; gegründet 1992 als MDR-Werbung GmbH (MDRW)
- NDR Media GmbH, Hamburg HRB 8596; gegründet 1958 als Norddeutsches Werbefernsehen GmbH (NWF)[39]
- ndrb sales & services GmbH, Bremen HRB 26796; gegründet 2010 von NDR Media GmbH und Bremedia Produktion GmbH,[40] ehemals Radio Bremen Werbung GmbH (RBW)
- rbb media GmbH, Berlin HRB 6141; 1986 SFB Werbung GmbH, gegründet 1955 als Berliner Werbefunk GmbH[41]
  - darin aufgegangen ist 2003 die ORB Werbung GmbH, Potsdam
- SWR Media Services GmbH, Stuttgart HRB 2240; ehemals SDR Werbung GmbH (SDRW), gegründet 1959 als Rundfunkwerbung Stuttgart GmbH (RFW)[42]
  - darin aufgegangen ist 1998 die Werbung im Südwestfunk GmbH (WiSWF), Baden-Baden
- WDR mediagroup GmbH, Köln HRB 1951; gegründet 1958 als Westdeutsche Werbefernsehen GmbH (WWF)[43]
- Werbefunk Saar GmbH (WFS), Saarbrücken HRB 4512; gegründet 1950[44]
- ZDF Werbefernsehen GmbH, Mainz HRB 6186; gegründet 2009[45]

#### Politische Auseinandersetzungen um die Finanzierung
Der öffentlich-rechtliche Rundfunk als ein Informationsangebot, für das jeder Haushalt nutzungsunabhängig zahlen muss, befindet sich in einer gesellschaftlichen Spannungssituation. Vor dem Hintergrund der Geschichte des 20. Jahrhunderts wurde nach der Gründung der Bundesrepublik dieses System zur Wahrung der politischen und wirtschaftlichen Unabhängigkeit der Rundfunkanstalten gewählt. Dass diese Unabhängigkeit Grenzen hat, belegt die regelmäßig wiederkehrende Gebührendebatte: Im Jahr 2005 stimmten die Länderparlamente nur einer Gebührenerhöhung zu, die deutlich niedriger ausfiel, als die unabhängige KEF empfohlen hatte (0,88 € statt 1,09 €). Die öffentlich-rechtlichen Rundfunkanstalten haben dagegen Verfassungsklage erhoben.
Ein wiederkehrender Streitpunkt über die Rolle des öffentlich-rechtlichen Rundfunks sind Art und Umfang der Internet-Auftritte der Anstalten, die beispielsweise von den deutschen Zeitschriftenverlegern als wettbewerbsverzerrend kritisiert wurden. Als Reaktion auf solche Kritik sowie auf Vorgaben der EU-Kommission verabschiedeten die Ministerpräsidenten der Bundesländer im Oktober 2008 einen Rundfunkgebührenstaatsvertrag, mit deutlicher Einschränkung der betreffenden Internet-Auftritte. Keinesfalls dürften die Anstalten die Rundfunkgebühren nutzen, um ein inhaltliches Vollprogramm im Internet bereitzustellen. Auch Anzeigenportale, Spiele, Partnerbörsen und Ratgeberportale ohne Bezug auf konkrete Sendungen dürften die Rundfunkanstalten nicht mehr im Internet anbieten.

### Kostenstruktur
Fernsehen ist um Größenordnungen aufwändiger als Hörfunk. Das wurde durch den geringeren Gebührensatz für Haushalte, die nur Hörfunk empfangen, bei weitem nicht vollständig abgebildet: In allen ARD-Anstalten subventionierte der Hörfunk das Fernsehen. Innerhalb des Fernsehens bilden Sportübertragungsrechte den größten Kostenblock.
Die Tarifverträge sind immer noch an den Bundesangestelltentarif (BAT) angelegt, der im übrigen deutschen öffentlichen Dienst seit 2005 durch den drastisch sparsameren Tarifvertrag für den öffentlichen Dienst (TVÖD) abgelöst worden ist. Die Rundfunktarifverträge garantieren den fest angestellten Mitarbeitern des öffentlich-rechtlichen Rundfunks alle zwei Jahre einen automatischen Aufstieg in eine höhere Gehaltsstufe. So beträgt zum Beispiel das Einstiegsgehalt für Redakteure (Gruppe 15) 4642 €; mit dem 13. Dienstjahr sind 6308 € erreicht (Stand 2009). Ein kleiner Teil der festen freien Mitarbeiter verdient noch deutlich besser, so dass für sie ein Wechsel in eine Festanstellung unattraktiv ist. Trotz Sparvorgaben ist der Mitarbeiterapparat bis in die jüngste Zeit weiter aufgestockt worden.

### Gesellschaftliche Akzeptanz der Programme
Die Akzeptanz von Programmen lässt sich nur über verschiedene Indikatoren messen. Dazu gehören:
- Der Marktanteil: Beim Fernsehen lagen die Marktanteile (erhoben von der Gesellschaft für Konsumforschung) der öffentlich-rechtlichen Programme im Bundesdurchschnitt in den Jahren 2001 bis 2004 etwas unter 50 %, im Hörfunk etwas darüber. Das heißt: Ungefähr die Hälfte ihres Medienkonsums widmen die Deutschen im Schnitt einem öffentlich-rechtlichen Programm. Die Zahlen schwanken allerdings zwischen den verschiedenen Bundesländern. Die Zahlen hängen auch stark vom Alter ab: So betrug 2007 der Marktanteil der öffentlich-rechtlichen Fernsehprogramme bei den Zuschauern zwischen 14 und 29 unter 15 %. Das Durchschnittsalter bei den Fernsehprogrammen liegt jedoch bei rund 60 Jahren.[49][50]
- Die Glaubwürdigkeit des journalistischen Angebots: Auf die Frage „Journalisten welcher Medien vertrauen Sie besonders?“ votierten 2009 69 % für die Journalisten des öffentlich-rechtlichen Fernsehens gegenüber 15 % für das Privatfernsehen, Radiosender kamen dabei ohne Unterscheidung nach öffentlich-rechtlich und privat auf 37 %.[51] Im Jahr 2020 gaben 62 % der Befragten an, den öffentlich-rechtlichen Rundfunk für vertrauenswürdig zu halten.[52] Weiterhin zeigt eine Studie, dass die öffentlich-rechtlichen Programme im konservativen bis rechtspopulistischen Zuschauerspektrum deutlich weniger Vertrauen genießen als im links-grünen.[53]
- Laut einer Studie des Christlichen Medienmagazins pro wurden im Zeitraum zwischen 2016 und 2021 99,1 Prozent der Programmbeschwerden abgelehnt, die bei den ARD-Anstalten, dem ZDF, Deutschlandradio und der Deutschen Welle eingingen.[54]

### Verflechtungen mit der Politik und Wirtschaft
Wie bei allen einflussreichen Organisationen kam es immer wieder zu Verflechtungen der Rundfunkanstalten mit parteipolitischen und kommerziellen Interessen. Das reichte von bei Sendern angestellten Bauleitern, die bestimmte Baufirmen bevorzugten, bis zu Vertretern der Musikindustrie, die Musikjournalisten Luxusreisen mit Künstlern anboten, unter der Bedingung einer entsprechend positiven Würdigung der Band im Programm. Ein bekanntes Beispiel aus den frühen 2010er Jahren ist der Fall des ehemaligen CSU-Pressesprechers Hans Michael Strepp, der immer wieder versuchte, Druck auf Fernsehredaktionen auszuüben. Der ehemalige ZDF-Chefredakteur Nikolaus Brender bestätigte das; zu Beginn seiner Amtszeit im Jahr 2000 sei es üblich gewesen, dass Politiker bei Redakteuren anriefen. Es gibt zahlreiche Fälle, in denen auf Druck von Industrie oder Politik vermeintlich kritische Beiträge aus dem Programm genommen wurden.
2020 wurde die Berufung von Christine Strobl zur Programmdirektorin der ARD kritisiert. Sie ist die Tochter von Wolfgang Schäuble und zudem selbst, wie ihr Mann Thomas Strobl, der aktuell (2020) Innenminister in Baden-Württemberg ist, seit ihrer Jugend CDU-Mitglied.
Im Februar 2023 wurde bekannt, dass Bundesregierung und Behörden seit 2018 knapp 1,5 Millionen Euro an rund 200 Journalisten gezahlt hatten. Gegenstand der Zahlungen waren hauptsächlich die Moderation von Veranstaltungen. Der überwiegende Teil der beauftragten Journalisten war für den öffentlich-rechtlichen Rundfunk tätig gewesen.

### Reformbemühungen
Mit dem Rücktritt von Patricia Schlesinger als ARD-Vorsitzende im August 2022 wurde die Reformdebatte über den öffentlich-rechtlichen Rundfunk erneut angefacht. Im November 2022 sagte der Interim-ARD-Vorsitzende Tom Buhrow in einer Rede vor dem Übersee-Club, dass der öffentlich-rechtliche Rundfunk seiner Ansicht nach kleiner werden und dass eine Fusion von ARD und ZDF diskutiert werden müsse. Seine Reformüberlegungen verpackte Buhrow in Fragestellungen:„Erste Frage, die wir uns stellen müssen: Will Deutschland weiter parallel zwei bundesweite, lineare Fernsehsender?“ Neben der Fusion von ARD und ZDF sprach Buhrow in seiner Rede auch den Aufwand für die Rundfunkorchester an, die insgesamt 16 Ensembles, Orchester, Big Bands, Chöre, die die öffentlich-rechtlichen Rundfunkanstalten betreiben, „etwa 2000 Menschen, fast alle fest angestellt“. Er stellte auch die Frage, ob die vielen öffentlichen Radiosender im Sinne der Beitragszahler seien, und sagte, dass allein die ARD 64 Hörfunkwellen betreibe.

### Zukunftsrat
Die in Deutschland im Auftrag aller Bundesländer für den öffentlich-rechtlichen Rundfunk tätige Rundfunkkommission der Länder griff Buhrows Idee vom Runden Tisch auf, installierte einen „Zukunftsrat“ und bezeichnete ihn als eine Art „Think Tank“, der die Kommission beraten soll, „wie der öffentlich-rechtliche Rundfunk in seinen Angeboten aufgestellt“ sein müsse. Zudem solle der Zukunftsrat den Blick „mindestens in die nächsten zehn Jahre richten“. Rundfunkkenner und Medienexperten kritisierten dessen Einberufung, insbesondere das parteipolitische Gezerre um die personelle Zusammensetzung des neuen Gremiums. Die SPD-geführten Länder (inklusive dem linksgeführten Thüringen) hatten ursprünglich Bedenken gegen die von den unionsgeführten Ländern (inklusive Baden-Württemberg, das von einer schwarz-grünen Koalition regiert wird) vorgeschlagenen Gremienmitglieder. Die Union lenkte ein; am 9. März 2023 einigten sich die Länder auf die Zusammensetzung des neuen Gremiums und dessen Zielsetzung. Laut der Vorsitzenden der Rundfunkkommission Heike Raab lautet der Auftrag an das neue Gremium, „digitale Transformation gestalten und Qualität stärken, Strukturen und Zusammenarbeit des öffentlich-rechtlichen Rundfunks optimieren und Beitragsstabilität sichern und Good Governance weiter stärken“. Der Zukunftsrat besteht aus insgesamt acht Personen; Mitglieder sind der Schweizer Publizist Roger de Weck, die Urheberrechtsexpertin Nadine Klass, der Ex-Bundesverfassungsrichter Peter M. Huber, die Präsidentin der Hochschule für Film und Fernsehen (HFF) München Bettina Reitz, der Medienrechtler Mark D. Cole, die stellvertretende Chefredakteurin des Zeit Magazins Maria Exner, die frühere Chefin von Gruner + Jahr Julia Jäkel und die Digitaljournalismus-Professorin Annika Sehl.
Im Mai 2023 kritisiert die Deutsche Akademie für Fernsehen gemeinsam mit 30 anderen Verbänden in einem offenen Brief den Zukunftsrat und fordert mehr Mitsprache bei der Reform des öffentlich-rechtlichen Systems.

## Österreich
Der Österreichische Rundfunk, kurz ORF, ist in Österreich das größte Medienunternehmen und hat seinen Hauptsitz in Wien. Neben dem ORF-Zentrum in Wien betreibt der ORF in allen neun Bundesländern und Südtirol ein Landesstudio.
Die Aufgaben des ORFs als öffentlich-rechtliches Rundfunkunternehmen sind durch das ORF-Gesetz geregelt. Dieses beinhaltet unter anderem den gesetzlichen Auftrag zur Vollversorgung und einen umfassenden Programmauftrag (§ 3, § 4 ORF-G). Seit der letzten Novellierung im Jahr 2001 (§ 1 ORF-G), ist der Österreichische Rundfunk eine Stiftung des öffentlichen Rechts.
Die Finanzierung des öffentlich-rechtlichen Auftrags findet zu einem Teil aus Gebühren (Programmentgelt, § 31 ORF-G) und zum anderen Teil aus (gesetzlich limitierten) Werbezeiten (§ 14 ORF-G) statt.
Durch die rasch fortschreitende Digitalisierung befindet sich das größte Medienunternehmen Österreichs in einem verschärften Wettbewerb.
Mit der Einbringung und Abrechnung der Rundfunk- und Fernsehgebühren ist in Österreich die ORF-Beitrags Service GmbH, eine hundertprozentige Tochter des ORF, (analog zum deutschen Beitragsservice) beauftragt.

### Programmreform 2007
Am 10. April 2007 startete der ORF unter Federführung von Generaldirektor Alexander Wrabetz eine groß angekündigte Programmreform. Die Seifenoper Mitten im 8en und die Diskussionsrunde Extrazimmer, die unter anderem das Herzstück der Programmreform bildeten, wurden vom Publikum allerdings nicht angenommen und bald wieder eingestellt.

### Programmangebot
Neue Medien
- Internet: orf.at
- Text: Teletext, Multitext (MHP-fähiges Angebot über DVB-T)
- ORF Mobil über DVB-H

## Schweiz
Die Schweizerische Radio- und Fernsehgesellschaft (SRG) ist seit 1991 ein Unternehmen als Verein im Sinne des Artikels 60 ff. des Schweizerischen Zivilgesetzbuches. Die SRG ist allerdings aus der öffentlich-rechtlichen SRG hervorgegangen und ist als gebührenfinanzierter (eingezogen durch die privatrechtlich organisierte Serafe AG) Rundfunk immer noch denselben Prinzipien verpflichtet und erfüllt einen gesetzlichen Versorgungsauftrag.

### Allgemeines
Die SRG ist in der Schweiz das größte Medienunternehmen, das als privatrechtlicher Verein organisierte Unternehmen hat seinen Sitz in Bern. Die Bezeichnung öffentlich-rechtlich trifft für den privatrechtlichen Verein mit öffentlichem Auftrag juristisch nicht zu.
Die gesetzlichen Grundlagen zum Service public bildet das Radio- und Fernsehgesetz (RTVG), in welchem auch die spezifischen Aufgaben des Senders hinsichtlich der vier Amtssprachen definiert sind. Der SRG kommt hier die besondere Rolle zu der Deutschschweiz, der Romandie, der Svizzera italiana und der Svizra rumantscha gleichwertige Programme anzubieten.
Die Finanzierung erfolgt in erster Linie über Gebühreneinnahmen, aber auch Sponsoring- und Werbegelder und andere kommerzielle Erträge sind Teil der Finanzgrundlage des Senders. In der Schweiz werden auch vom Bundesrat Konzessionen mit Gebührenanteil an private Rundfunkanbieter erteilt, diese haben ebenfalls gesetzlich definierte Aufgaben zu erfüllen.
Die Serafe AG ist seit 2019 vom Bund mit dem Inkasso der Radio- und Fernsehempfangsgebühren beauftragt, zwischen 1998 und 2018 wurde die Gebühr durch die Billag AG eingezogen.

### Programmangebot
Fernsehprogramme:
- drei deutschsprachige Programme von Schweizer Radio und Fernsehen (SRF): SRF 1, SRF zwei, SRF info
- zwei französischsprachige Programme von Radio Télévision Suisse (RTS): RTS Un, RTS Deux
- zwei italienischsprachige Programme von Radiotelevisione svizzera (RSI): LA 1, LA 2
- Rätoromanische Sendungen von Radiotelevisiun Svizra Rumantscha (RTR) auf SRF 1 und LA 2
- HD suisse, ein frei empfangbarer Gemeinschaftskanal von SRF, RTS, RSI und RTR mit Fernsehproduktionen aus den vier Sprachregionen in High-Definition-Qualität (wurde am 31. Januar 2012 eingestellt)
- Beteiligung an 3sat (gemeinsame Produktion der vier deutschsprachigen öffentlich-rechtlichen Rundfunk-Anstalten ORF, ZDF, ARD, SRG)

Radioprogramme:
- sechs deutschsprachige Programme – Schweizer Radio und Fernsehen (SRF): Radio SRF 1, Radio SRF 2 Kultur, Radio SRF 3, Radio SRF 4 News, Radio SRF Musikwelle, Radio SRF Virus
- vier französischsprachige Programme von Radio Télévision Suisse (RTS): La Première, Espace 2, Couleur 3, Option Musique
- drei italienischsprachige Programme von Radiotelevisione svizzera (RSI): RETE UNO, RETE DUE, RETE TRE
- ein rätoromanisches Programm von Radiotelevisiun Svizra Rumantscha (RTR): Radio Rumantsch
- drei Musikprogramme von Swiss Satellite Radio (S Sat R)
- World Radio Switzerland (englisch)

## Vereinigtes Königreich
Die BBC (British Broadcasting Corporation) ist die weltweit größte gebührenfinanzierte öffentlich-rechtliche Rundfunkanstalt. Sie wurde 1921 gegründet und hat ihren Hauptsitz in London.
Programmauftrag, Struktur und Finanzierung der Anstalt sind in der Royal Charter (Königliche Satzungen) verankert. Die Finanzierung erfolgt in erster Linie über Rundfunkgebühren. Kommerzielle Einnahmen helfen, die Rundfunkgebühren niedrig zu halten. Auch nach Einführung des dualen Rundfunksystems belegt die BBC immer noch den Hauptteil der Sendefrequenzen, weshalb nur relativ wenige private Rundfunk- und Fernsehprogramme lizenziert sind.
BBC Worldwide, eine 100%ige Tochter, ist seit den 50er Jahren der wichtigste kommerzielle Zweig der BBC. Zur Geschäftstätigkeit zählt der Verkauf von Programmen in der ganzen Welt, die Publikation von Büchern, DVDs und Merchandising. Die erzielten Gewinne dienen der BBC für Investitionen in neue Programme und Dienstleistungen.
Die Internet-Plattform bbc.co.uk zählt weltweit zu den meistfrequentierten Informationsquellen und bietet seit 2007 den Videodienst iPlayer an. Zur Verfügung gestellt werden hier Sendungen, die frühestens vor einer Stunde zur Ausstrahlung kamen. Live-Übertragungen ausgewählter Serien und ein BBC Radio Player sollen in einer späteren Phase hinzukommen.
Mit den Rundfunkgebühren werden 8 nationale TV-Kanäle sowie regionale Programme, 10 nationale sowie 40 lokale Radiosender und eine umfangreiche Website finanziert.

### Programmangebot
Öffentliche Dienstleistungen, finanziert durch Rundfunkgebühren
Fernsehprogramme:
- BBC One, BBC Two, BBC Three, BBC Four, CBBC, CBeebies, BBC News, BBC Parliament, BBC Alba, BBC Red Button

Radioprogramme:
- BBC Radio 1, BBC Radio 2, BBC Radio 3, BBC Radio 4, BBC Radio 5 Live, BBC Asian Network, BBC Local Radio, BBC Radio 1Xtra, BBC Radio 4 Extra, BBC Radio 5 Live Sports Extra, BBC Radio 6 Music

Öffentlicher Dienst, finanziert durch die britische Regierung
- BBC World Service

Separate kommerzielle Unternehmungen, deren Gewinne zur Finanzierung der öffentlichen Dienstleistungen beitragen
- BBC America, BBC Canada, BBC Food, BBC Lifestyle, BBC Kids (Canada), BBC Persian, BBC World News, BBC Prime, BBC Entertainment, BBC Knowledge, Animal Planet (teilweise nur Minderheitsbeteiligung), Liv, UK.TV, UKTV (Australien und Neuseeland), BBC Worldwide on YouTube

Darüber hinaus umfasst das Angebot der BBC eine Internet-Plattform (bbc.co.uk), die weltweit zu den meistfrequentierten Informationsquellen zählt und seit 2007 einen Videodienst namens iPlayer bietet. Neben der Möglichkeit, dort die Radio- und Fernsehprogramme der BBC live zu verfolgen, besitzt der iPlayer auch die Eigenschaft einer Mediathek, sodass ausgestrahlte Sendungen auch noch nachträglich verfügbar sind.
Auch nach Einführung des dualen Rundfunksystems belegt die BBC immer noch den Hauptteil der Sendefrequenzen, weshalb nur relativ wenige private Rundfunk- und Fernsehprogramme lizenziert sind.

### Aktuelles
Im Herbst 2005 kündigte BBC die Streichung von insgesamt 3.780 Stellen bis zum Jahr 2007 an. Einsparungen sollten auch durch die Auslagerung ganzer Programmbereiche von der Londoner Fernsehzentrale nach Salford bei Manchester erreicht werden; diese wurde bis 2011 vollzogen.
Im Januar 2007 griff das Ministerium für Kultur und Medien den Vorschlag der britischen Regulierungsbehörde Ofcom auf, die Gebühreneinnahmen zwischen öffentlich-rechtlichem Rundfunk und privaten Sendern bzw. Produzenten aufzuteilen.
Vor der Unterhauswahl am 12. Dezember 2019 stellte Premierminister Boris Johnson das aktuelle Finanzierungsmodell der BBC in Frage.

## Vereinigte Staaten
Der öffentlich-rechtliche Rundfunk wird in den USA public broadcasting genannt. Die Struktur unterscheidet sich allerdings erheblich vom öffentlich-rechtlichen Rundfunk anderer Länder und entspricht eher der des Freien Radios. Public Broadcasting wird seit 1969 auf nationaler Ebene durch die Corporation for Public Broadcasting (CPB) koordiniert und teilweise finanziert. Die CPB ist ein quasi-privates, nichtkommerzielles Unternehmen, das durch ein Kongressgesetz errichtet wurde und weitgehend aus Bundesmitteln finanziert wird. Sie hat den Zweck, den öffentlich-rechtlichen oder freien Rundfunk zu fördern.

### Radio
Es gibt 750 lokale nicht kommerzielle Radiostationen, seit 1970 koordiniert durch National Public Radio (NPR) als network. Jede Universität hat ein Hochschulradio, die teilweise zum NPR-network gehören. Die Frequenzen 88,1 und 91,9 MHz sind landesweit für public radio reserviert. NPR produziert viele Sendungen selbst, die von den Mitgliedsstationen ausgestrahlt werden. Wichtigste Sendungen sind zwei Berufsverkehr-Formate: Morning Edition und nachmittags All Things Considered.

### Fernsehen
Es gibt 354 lokale nicht kommerzielle Fernsehsender, koordiniert durch den Public Broadcasting Service (PBS) als network. PBS produziert keine Sendungen selbst. Alle Sendungen werden von Dritten produziert, zum Beispiel einzelnen Mitgliedssendern. Es gibt viele Kindersendungen, wichtigstes Beispiel ist die Sesamstraße.

### Finanzierung
Traditionell werden 15–20 % der Mittel für den öffentlich-rechtlichen Rundfunk von staatlichen Stellen auf Bundesebene erbracht, vor allem durch den CPB.
2008 kamen insgesamt 32 % der Mittel von staatlichen Stellen (14 % CPB, 3 % weitere Bundeszuschüsse und -verträge, 15 % Staats- und Kommunalregierungen), 18 % von Unternehmen und 50 % von nichtstaatlichen Stellen (darunter 26 % Mitgliedsbeiträge/Einzelspenden, 11 % Hochschulen, 8 % Stiftungen, 6 % andere).

### Bedeutung

#### Geschichte
In Europa dominiert der öffentlich-rechtliche Rundfunk traditionell den nationalen Markt. In den USA entstanden Radio und Fernsehen aus privaten Unternehmungen heraus, wobei die Unterstützung für einzelne Programme an Unternehmen verkauft wurde, damit diese ihre Produkte und Dienstleistungen einem Massenpublikum anpreisen konnten. In vielen Fällen hatten diese Sponsoren nahezu völlige Kontrolle über den bezahlten Inhalt, so dass Programme wie Komödien, Seifenopern und Sportveranstaltungen einem größtmöglichen Publikum gefallen sollten. Daher existiert der öffentlich-rechtliche Rundfunk nur in Nischen, die für Unternehmen als Werbende weniger attraktiv scheinen und daher anderswo in der Medienlandschaft nicht zu finden sind. Dazu gehören Bildungs- und Kultursendungen, Dokumentationen, öffentliche und politische Angelegenheiten.
Als Beispiel für politischen Einfluss in den öffentlich-rechtlichen Rundfunk sei die Regierung unter Richard Nixon genannt, die versuchte, die Sender zu weniger kontroversen, konservativen Sendungen unter stärkerer Betonung der Regierungsansicht zu bewegen. Dazu wurden vor allem die Mittel gekürzt, um die Sender zu einer „Selbstreform“ zu zwingen. Andere Politiker haben in der Vergangenheit gefordert, die staatliche Unterstützung ganz einzustellen.

#### Verbreitung
2003 hörten 22 Millionen Hörer pro Woche öffentlich-rechtliches Radio, 2009 sahen mehr als 59 Millionen Zuschauer in 27 Millionen Haushalten pro Woche öffentlich-rechtliches Fernsehen.

#### Stellung in der Gesellschaft
Einerseits genießt der öffentlich-rechtliche Rundfunk in den USA großes Vertrauen: NPR-Nachrichten sind die vertrauenswürdigsten in den Vereinigten Staaten.
Andererseits leidet der öffentlich-rechtliche Rundfunk seit seinen Anfängen unter Geldnot, da er keine stabile, unabhängige Geldquelle hat. Außerdem findet er keine konstante Unterstützung in der Politik, „da er der Rechten schon immer missfiel und die Linke sich auf Distanz hielt“. Die Konservativen sehen insbesondere NPR als zu liberal an.
Drittens entstehen durch die Unterstützung seitens von Unternehmen Interessenskonflikte. Da die im öffentlich-rechtlichen Rundfunk erlaubte Werbung, so genanntes corporate underwriting („unternehmerische Unterstützung“) bis zu einem Drittel etwa der Programmkosten bei PBS deckt, sind Unternehmen „unausweichlicher Zensor“ des „Petroleum Broadcasting Service“.

## Weitere Länder
Weitere Rundfunkanstalten auf der Welt werden nachfolgend aufgelistet. Nicht alle sind jedoch rein öffentlich-rechtliche Organisationen, sondern sind zum Teil auch finanziell und/oder inhaltlich von der jeweiligen Staatsregierung abhängig oder sind anders organisiert.
- Argentinien
  - Télam[82]
  - Agencia de Publicidad del Estado (APE)[82]

- Australien:
  - Australian Broadcasting Corporation (ABC)
  - Special Broadcasting Service (SBS)
- Belgien:
  - Radio-télévision belge de la Communauté française (RTBF)
  - Vlaamse Radio- en Televisieomroep (VRT)
  - Belgischer Rundfunk (BRF)
- Dänemark:
  - Danmarks Radio
- Estland
  - Eesti Rahvusringhääling (ERR)
- Finnland:
  - Yleisradio (Yle)
- Frankreich:
  - France Télévisions
  - Radio France
- Griechenland:
  - Ellinikí Radiofonía Tileórasi (ERT)
- Grönland:
  - Kalaallit Nunaata Radioa (KNR)
- Irland:
  - Raidió Teilifís Éireann (RTÉ)
- Island:
  - Ríkisútvarpið (RÚV)
- Italien:
  - Radiotelevisione Italiana (RAI)
- Japan:
  - Nippon Hōsō Kyōkai (NHK)
- Kanada:
  - Canadian Broadcasting Corporation/Société Radio-Canada (CBC/Radio-Canada)
- Kosovo:
  - Radio Televizioni i Kosovës (RTK)
- Kroatien:
  - Hrvatska Radiotelevizija
- Lettland:
  - Latvijas Radio (LR)
  - Latvijas Televīzija (LTV)
- Liechtenstein:
  - Liechtensteinischer Rundfunk (LRF)
- Namibia:
  - Namibian Broadcasting Corporation (NBC)
- Niederlande:
  - Nederlandse Publieke Omroep
- Neuseeland:
  - Television New Zealand (TVNZ)
  - South Pacific Television (SPT bzw. TV2)
  - Radio New Zealand/Te Reo Irirangi o Aotearoa
- Norwegen:
  - Norsk rikskringkasting (NRK)
- Polen:
  - Telewizja Polska
  - Polskie Radio
- Portugal:
  - Rádio e Televisão de Portugal (RTP)
- Republik Korea:
  - Korean Broadcasting System (KBS)
- Rumänien:
  - Radio România
  - Televiziunea Română
- Schweden:
  - Sveriges Television
  - Sveriges Radio
- Slowakei:
  - Rozhlas a televízia Slovenska[83]
- Slowenien:
  - Radiotelevizija Slovenija
- Spanien:
  - Radio y Televisión de Andalucía (RTVA)
  - Radiotelevisión Española (RTVE)
  - TV3 (Katalonien)
- Tschechien:
  - Česká televize
  - Český rozhlas
- Türkei:
  - Türkiye Radyo ve Televizyon Kurumu (TRT)
- Ungarn:
  - Magyar Televízió
  - Magyar Rádió
  - Duna Média